# Grisaille

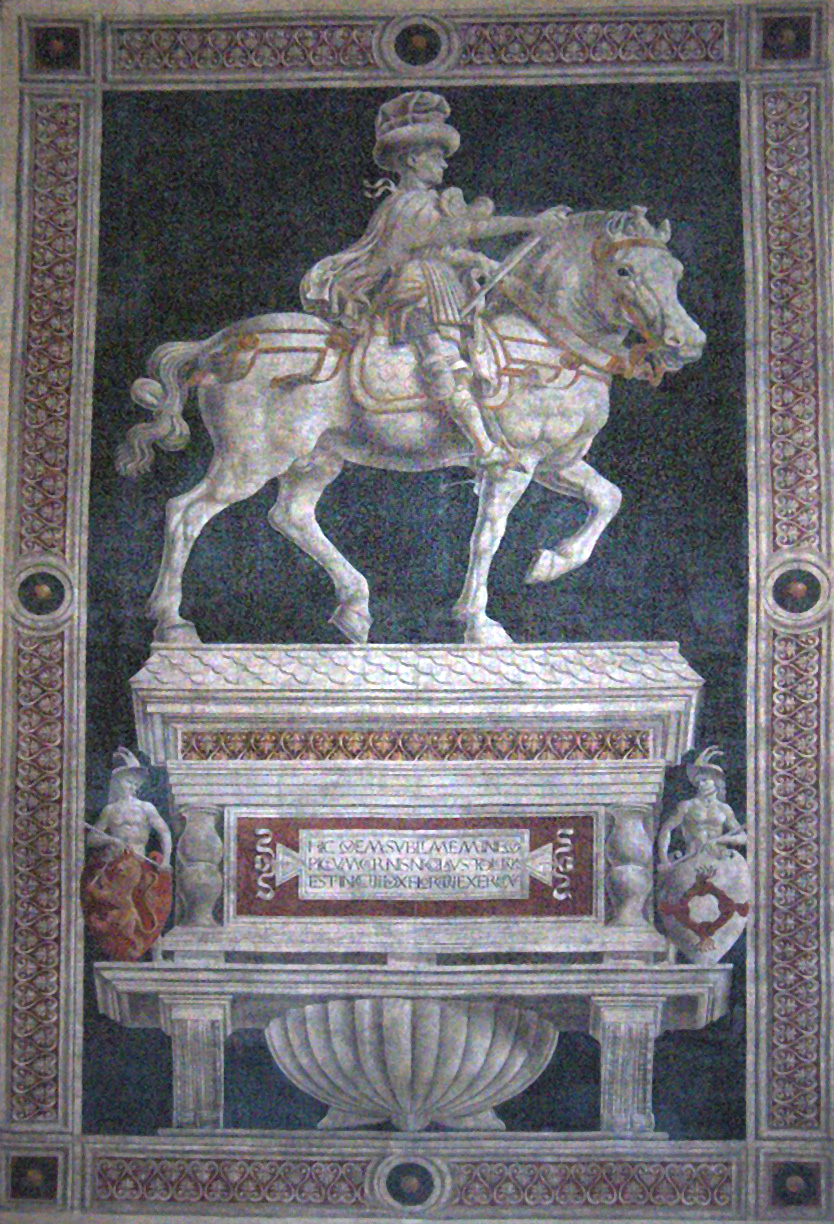
Andrea del Castagno: Niccolò da Tolentino lovas portréja (1456, freskó)

A grisaille szürke (fehér-fekete) színnel festett kép, üvegfestmény vagy üvegablak – maga a 'grisaille' elnevezés is a francia „gris” (szürke) szóból ered. Épp ezért, amikor más színű (pl. barna, kék, zöld vagy vörös), akkor camaїeu-nek nevezzük.
A technikát a leggyakrabban faldíszítésekre, katedrálüveg készítésekor vagy porcelánok díszítésére alkalmazták (térhatása miatt különös előszeretettel szárnyas oltárok szárnyain), illetve olajfestmények előkészítő rétegének vagy aláfestésnek, amire a színes felületeket lazúros olajrétegekként hordták fel. A forma- és színkezelés szétválasztása festészeti technológiai okokra vezethető vissza (tempera aláfestésen olajlazúrok). A szürke az összes színnek semleges alapot ad, míg más egyszínű (monokróm) aláfestések erősebben befolyásolják a kép összhatását (így például az ellentétes színek kontraszthatására épít a verdaccio). A németalföldi festők (például Jan van Eyck) részletező, sima grisaille-festésmódja erősen eltér az olaszok (mint Tiziano) nagyvonalú, pasztózus grisaille-festésétől.
A zománctechnikában a finomra őrölt fehér zománcport úgy viszik föl a fekete zománc alapra, hogy az teljesen befedje a motívumot. Ezután hegyes szerszámmal karcolják ki a kívánt mintát, majd úgy égetik, hogy a fehér vonalak síkba süllyedjenek, de ne fussanak szét.
Kedvelték az üveg- és porcelánfestők (főleg 1500 után a holland iskolában), valamint a limoges-i zománcfestők. Elsősorban a reneszánsz és a barokk műalkotásokon találkozhatunk vele. Id. Willem van de Velde tengeri csataképeinek túlnyomó részét ezzel a módszerrel készítette.
A textiliparban a fekete és fehér lánc-és vetülékfonalakból szőtt, finom szürke hatású szövetminták gyűjtőneve.